# 태풍 위원회
ESCAP/WMO 태풍 위원회(ESCAP/WMO Typhoon Committe)는 아시아·태평양 지역 내의 태풍피해를 최소한으로 경감시키기 위한 기술교류 및 공동협력 증진을 목적으로 설치된 기관이다. 1968년 아시아 태평양 경제 사회 위원회(ESCAP)와 세계 기상 기구(WMO)가 공동으로 설립했다.

## 연혁
- UNDP 자금지원으로 아·태 지역 프로젝트로 시작
- 1968년 제1차회의가 개최됨으로써 상설기구로 발족되어 매년 회의 개최
- 사업 주관기관은 ESCAP이며, WMO는 사업수행 지원기관임

## 회원국
- 14개국 : 대한민국, 일본, 중국, 태국, 필리핀, 홍콩, 마카오, 말레이시아, 베트남, 라오스, 캄보디아, 북한, 싱가포르, 미국
  - 대한민국은 1968년 창설멤버로 매년 총회에 참석중

## 조직
- 사무국 : 필리핀 마닐라 소재
- 5개 분과 운영 : 기상, 수문, 방재, 훈련, 연구

## 주요 기능
- 태풍피해 방지를 위한 각 회원국의 진행사항을 정기적으로 검토
- 기상, 수문시설의 개선을 위한 협력
- 재해예방과 공동대처방안의 연구
- 태풍 예·경보, 홍수수문 및 통제분야의 인력 훈련
- 태풍 관련 활동 및 연구협력